# 中國節能海東青
中國節能海東青新材料集團有限公司，簡稱中國節能海東青新材料集團，以及中國節能海東青（英語：CECEP COSTIN New Materials Group Limited，港交所：2228），在1999年，由粘為江（聯席主席）於福建晉江市成立「福建鑫華股份有限公司」。中國節能海東主要業務是在中國內地經營生產可持續再生資源化纖維產品，聯席主席為于和平，首席執行官為粘偉誠。
2010年6月，海東青新材料在香港進行公開招股，集資最多7.82億港元。海東青新材料於同月21日於香港交易所上市，最終招股價訂為3.26港元，發行新股為2.4億股，集資額近8億港元。
2012年4月，中國節能環保集團公司旗下「重慶中節能實業有限公司」，以225,160,000股收購該公司，而該公司前身為「海東青新材料集團有限公司」

## 連結
- costingroup.com